# Ропалостилис
Ропалостилис (лат. Rhopalostylis; от др.-греч. ῥόπαλον, rhopalon — палица, булава и лат. stylus — столбик) — род растений семейства Пальмовые (Arecaceae).

## Ботаническое описание
Пальмы от средних до высоких, однодомные, древовидные. Ствол прямостоячий, гладкий, от зелёного до серого цвета, с выступающими листовыми рубцами. Листья перистые, прямые или дугообразные; черешок очень короткий, желобчатый; листочки супротивные, жёсткие, ланцетные.
Соцветия под листьями, при плодах поникающие, разветвлённые до 3 порядков. Тычиночные цветки асимметричные; чашелистиков 3, коротко черепитчатые в основании, узкие, несколько килеватые; лепестков 3, длиннее чашелистиков, изогнутые, желобчатые, заострённые; тычинок 6, нити заметно изогнуты в бутоне, вальковатые, сросшиеся в основании; пыльники прямостоячие, линейные, на вершине выемчатые, в основании раздвоенные. Пестичные цветки симметричные, яйцевидные; чашелистиков 3, черепитчатые; лепестков 3, широко черепитчатые в основании; стаминодии отсутствуют или зубчатые; гинецей эллипсовидный, одногнёздный; рылец 3, загнутые; семяпочка очень крупная, прикреплена сбоку. Плоды от шаровидных до эллиптических, при созревании красные. Семена от эллиптических до шаровидных. 2n=32.

## Виды и их распространение
Род включает 2 вида:
- Rhopalostylis baueri (Hook.f. ex Lem.) H.Wendl. & Drude typus[1] — Ропалостилис Бауера — острова Кермадек и Норфолк

[syn.  Rhopalostylis cheesemanii Becc. ex Cheeseman — Ропалостилис Чизмана]
- Rhopalostylis sapida H.Wendl. & Drude — Ропалостилис вкусный, или пальма никау — архипелаги Новая Зеландия и Чатем